# Андреево-Забелинская улица
Андре́ево-Забе́линская у́лица (название с начала XX века) — улица в Восточном административном округе города Москвы на территории района «Богородское».

## Происхождение названия
Название улицы закрепилось в начале XX века по фамилии одного из домовладельцев.

## Расположение
Выходит на Игральную улицу (первоначально проходила от 4-й Гражданской улицы, пересекала Игральную улицу и заканчивалась на Игральном переулке, а фактически — у 3-го проезда Подбельского). Проходя сначала параллельно Игральной улице, после дома № 28 Андреево-Забелинская улица поворачивает направо под углом почти в 90°, становясь продолжением Лукьяновского проезда до Игральной улицы. На ряде наиболее популярных в интернете картах Москвы показана неверно или неточно. На старых картах таких неточностей нет.

## Здания и сооружения
Всего: 2 домовладения.
По нечётной стороне:
- Дом 35 — ремонтно-строительная организация ООО «УСК-Спецстроймонтаж».

По чётной стороне:
- Дом 28 — школа №1360 (бывшая школа №382)

## Транспорт
По улице наземный общественный транспорт не проходит.

### Автобус
От станции метро «Бульвар Рокоссовского»:
- Автобус: 80 («Универсам», ранее называлась «Ольгинский пер.») — 100 м (на Игральной ул.)
- Трамвай: 2, 4л, 4пр, 46 («Игральная улица») — 270 м (на Погонном пр.)

### Метро
- Станция метро «Бульвар Рокоссовского»
- Станция метро «Преображенская площадь»